# Charles de Schomberg

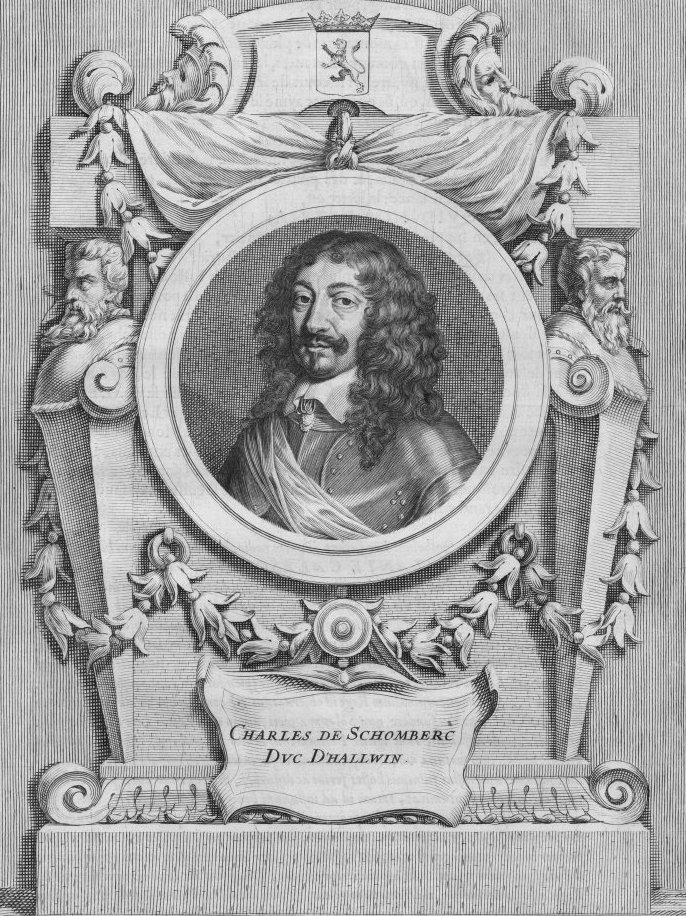
Porträt Charles de Schomberg, Kupferstich 1649

Charles de Schomberg (* 16. Februar 1601 in Nanteuil-le-Haudouin; † 6. Juni 1656 in Paris) war Herzog von Halluin und ein französischer Militärführer unter Kardinal Richelieu und seinem Nachfolger Jules Mazarin.

## Leben
Charles wurde als Sohn des Marschalls von Frankreich Henri de Schomberg und seiner ersten Frau Françoise d’Espinay geboren. Die Schomberg sind eine Seitenlinie des sächsischen Adelsgeschlechts Schönberg. 1632 bis 1642 war er Gouverneur und königlicher Lieutenant général des Languedoc. 1637 wurde er zum Marschall von Frankreich ernannt. Als Frankreich im Krieg mit Spanien 1639 eine Besetzung Kataloniens vorbereitete und der oberste Befehlshaber Henri II. de Bourbon zögerte, Autonomiebestrebungen der Katalanen zu unterstützen, übernahm Schomberg entgegen den Anweisungen Kardinal Richelieus die Initiative. Nach dem Einmarsch fungierte er kurzzeitig als Vizekönig von Katalonien.
1620 hatte er in erster Ehe die Erbin Anne d’Halluin († November 1641) geheiratet (und dadurch den Titel eines „duc d’Halluin“ erworben) und am 24. September 1646 in zweiter Ehe Marie de Hautefort (1616–1691), eine Hofdame der französischen Königin Anna von Österreich, die zudem für einige Zeit die besondere (aber vermutlich platonische) Vertraute König Ludwigs XIII. war.
Charles de Schomberg förderte auch die militärische Karriere von Friedrich von Schomberg, der jedoch nicht mit ihm verwandt war, sondern der rheinischen Familie von Schönburg auf Wesel entstammte.
Von 1647 bis 1657 war Schomberg Colonel général des Cent-Suisses et Grisons.